# Petri Keskitalo (Musiker)
Petri Keskitalo (* 8. Juli 1972 in Janakkala; † 2. Februar 2023) war ein finnischer Musiker (Tuba), der sich im Bereich des Jazz und der klassischen Musik betätigte.

## Leben und Wirken
Keskitalo begann 1988 als Spielschüler an der Militärmusikschule und absolvierte eine Ausbildung zum Tubalehrer am Lahti-Konservatorium. Er arbeitete in Hämeenlinna in der Panssaristoitkunta, bis er im Jahr 2000 zum Tubisten des Helsinki City Orchestra ernannt wurde.
Keskitalo begann 2003 an der Sibelius-Akademie zu arbeiten, wo er bis zu seinem Tod als Tuba-Lehrer und verantwortlicher Lehrer seines Instruments tätig war. Neben seiner Lehrtätigkeit hatte Keskitalo eine lange Karriere als Prinzipal-Tubist des Helsinki Philharmonic Orchestra und spielte in zahlreichen anderen Ensembles. Er war auch als Komponist und Arrangeur tätig. Er spielte ab 2003 in der Formation Gourmet und wirkte bei deren Alben Six Acres of Broken Hearts (2004), Cosmopolitan Sideshow (2011), En garde (2018) und New Habitat (2020) mit. Außerdem trat er mit dem finnischen Rundfunk-Sinfonie-Orchester, als Solist des Lahti City Orchestra und als Kammermusiker in mehreren Gruppen auf. Keskitalo war bei vielen internationalen Musikwettbewerben erfolgreich und wurde 1998 bei den Lieksa Brass Weeks zum Blechbläser des Jahres gewählt.
Des Weiteren spielte Keskitalo im Bereich des Jazz mit Otto Donner, der Espoo Big Band, Avanti! und Mikko Inannen. Ein wichtiger Kontakt war der Gitarrist und Komponist Jarmo Saari; Keskitalo spielte auf dem Debütalbum von Zetaboo, dem Live-Album Live Ballet  von XL und dem Album A Tribute to Finnish Cinema von Filmtet. Keskitalo war auch Teil der Live-Version von Filmtet, die im Herbst 2003 auf einer Tournee des finnischen Jazzverbandes auftrat. Ab Anfang der 1990er Jahre war Keskitalo auch Mitglied des Super Brass-Projekts des Trompeters Esko Heikkinen. Beim UMO Jazz Orchestra sprang er gelegentlich als Ersatztubist ein; so wirkte Keskitalo bei einem Konzert beim Helsinki Festival im Jahr 2003 mit, bei dem die Formation Klassiker von Miles Davis und Gil Evans aufführte. Keskitalo hat auch mit dem Bluesgitarristen und Sänger Baby Boy Varhama gespielt.